# Constantin von Jerin
Constantin–Magnus (eigentlich Konstantin) Mary Leopold Wilhelm Alfred von Jerin (* 27. Februar 1876 in Posen; † 25. Juli 1936 in Berlin) war ein deutscher Verwaltungsjurist und Landrat. Er leitete die Landratsämter im Landkreis Hünfeld (1911–1916) und im Landkreis Glatz (1916–1919). 1919 wechselte Jerin als Regierungsrat nach Allenstein und wirkte dort 1920 als stellvertretender Abstimmungskommissar in Marienwerder und Allenstein. Im Jahr 1926 wirkte er in Aachen als Verwaltungsgerichtsdirektor und ab 1926 als Direktor nach Potsdam ans Oberverwaltungsgericht. 1934 wechselte Constantin von Jerin zur Regierung in Breslau.